# Distretto di Watarai
Il distretto di Watarai (度会郡, Watarai-gun?) è uno dei distretti della prefettura di Mie, in Giappone.
Attualmente fanno parte del distretto i comuni di Minamiise, Taiki, Tamaki e Watarai.
| Controllo di autorità | VIAF (EN) 258436951 · NDL (EN, JA) 00390647 |